# Tipton St John
Tipton St John är en by i East Devon i Devon i England. Byn ligger 17,3 km från Exeter. Orten har 611 invånare (2015).